# Рамішув
Рамішув (пол. Ramiszów) — село в Польщі, у гміні Длуґоленка Вроцлавського повіту Нижньосілезького воєводства.
Населення — 315 осіб (2011).
У 1975—1998 роках село належало до Вроцлавського воєводства.

## Демографія
Демографічна структура станом на 31 березня 2011 року:
|          | Загалом | Допрацездатний вік | Працездатний вік | Постпрацездатний вік |
| -------- | ------- | ------------------ | ---------------- | -------------------- |
| Чоловіки | 158     | 37                 | 112              | 9                    |
| Жінки    | 157     | 29                 | 113              | 15                   |
| Разом    | 315     | 66                 | 225              | 24                   |